# Beautiful (canción de Christina Aguilera)
«Beautiful» —en español: «Hermoso/a»— es una canción interpretada por la cantante y compositora estadounidense Christina Aguilera, para su segundo álbum de estudio, Stripped (2002). Compuesta y producida por Linda Perry. Es una balada tocada en piano y violonchelo, en la que la letra, habla de una persona con baja autoestima que se siente extremadamente insegura. El tema ha sido considerado como un himno LGBT y  anti-bullying.
Fue lanzada como el segundo sencillo del disco Stripped, el 24 de diciembre de 2002, y alcanzó el número 1 en varios países como Canadá, Irlanda, Australia, Nueva Zelanda, entre otros. Llegó al top cinco en la mayoría de los países del mundo convirtiéndose en la canción más exitosa del álbum. En los Estados Unidos la canción se ubicó en el puesto número 2 de la lista Billboard Hot 100; cuando llegó la era digital a la música llegó a vender más de 1 millón de copias en dicho país.
Aclamada por la crítica, «Beautiful» se convirtió en una de las canciones más importantes de la carrera de Aguilera. Fue nominada en las categorías de "canción del año" y "mejor interpretación femenina vocal" en los premios Grammy de 2004, llevándose el último galardón. Por su polémico vídeo y la relación del mismo con su letra, «Beautiful» fue muy bien recibida por la comunidad LGBT, quienes la tomaron como uno de sus himnos. Aguilera recibió un reconocimiento especial en la ceremonia de los premios GLAAD por la imagen positiva que mostró de homosexuales y transexuales. La organización sin ánimo de lucro Stonewall, que vela por los derechos de la comunidad LGBT en el Reino Unido, nombró a «Beautiful» como "la mejor canción LGBT" de la década. La canción ha tenido 6000 millones de reproducciones en la radio en la década de los 2000, convirtiéndola unas de las canciones más radiadas de todos los tiempos y la balada más emitida.
La canción fue incluida en los listados de final de década de los 2000 (2000-2009) de varias publicaciones, entre ellas, las de Rolling Stone y VH1. En el 2012 fue considerada la mejor canción Pop de los últimos 20 años por The Examiner donde la fuente comentó: «es a menudo considerada como una de las mejores canciones pop escritas de todos los tiempos. Sin embargo, es la voz de Christina Aguilera que le da mayor encanto a este mega éxito».

## Antecedentes y producción

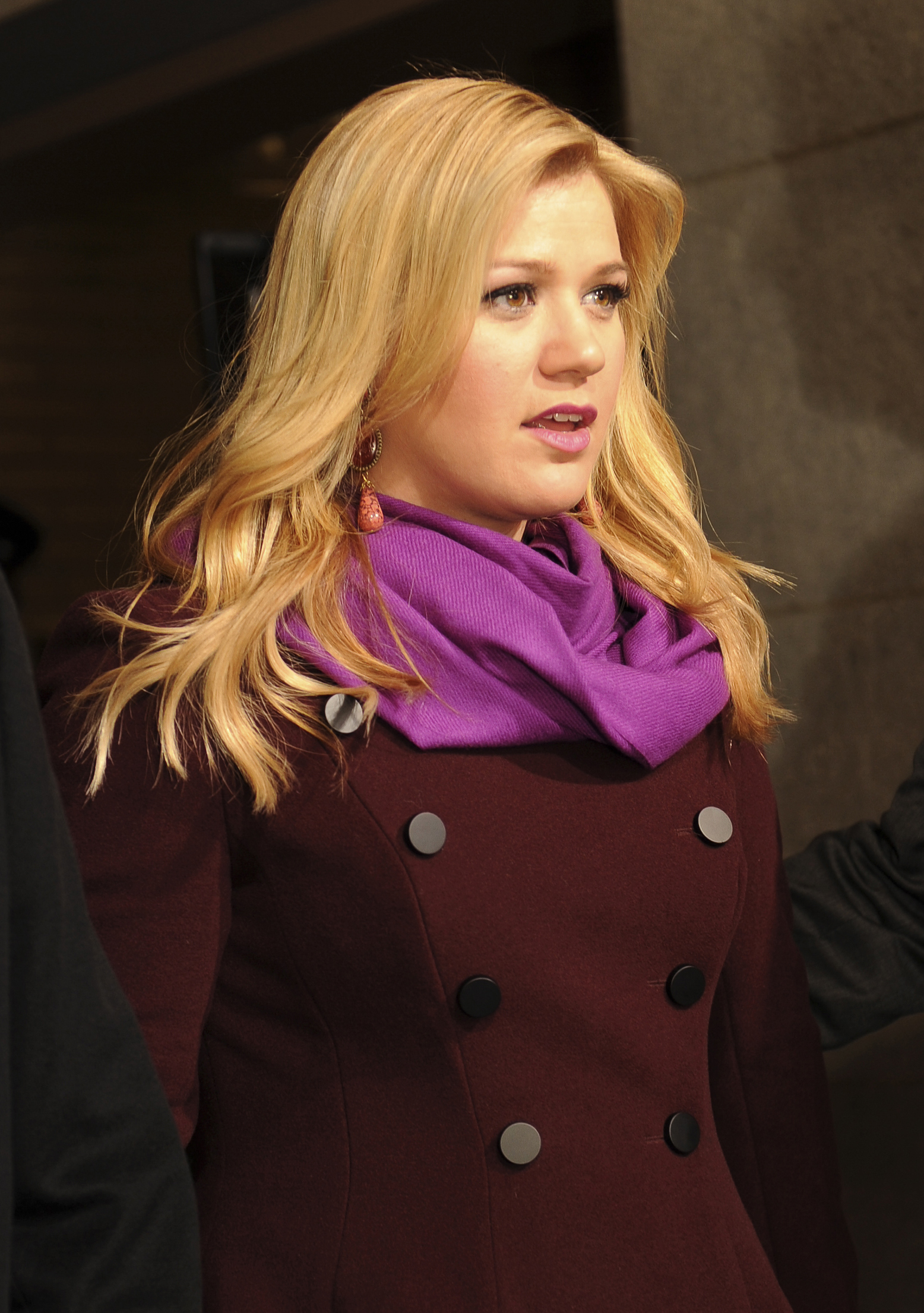
Cantantes de la talla de Kelly Clarkson entre otros, han cantado la canción de Beautiful en sus conciertos.

Linda Perry escribió «Beautiful» en un periodo de su vida que, según ella, se sentía «extremadamente insegura», pues «escuchar a la gente diciéndote que no eres lo suficientemente buena, hermosa o inteligente, permites que te afecten a tal punto de sentirte horrible e inútil». No obstante, planeaba lanzarla como su regreso a la escena musical después de la separación de su banda 4 Non Blondes, argumentando que «una pequeña parte de mí pensaba en la posibilidad de hacer un nuevo disco».
La cantante estadounidense P!nk contactó a Perry para que le ayudase en la producción de su segundo álbum, Missundaztood. En la reunión con la compañía discográfica, Perry mostró canciones de las que se sentía «altamente orgullosa», entre ellas «Beautiful». Finalmente la canción no fue grabada, con Perry argumentando que sentía que P!nk no era la persona correcta para la misma.
Christina Aguilera contactó a Linda Perry para la composición de su segundo disco Stripped. Las dos se conocieron en la casa de Perry, en donde Aguilera le dijo que tocara algunas canciones para romper el hielo. Allí, Perry interpretó «Beautiful» en el piano. Después de terminar, Aguilera le dijo que necesitaba esa canción en su disco, a lo que Perry le contestó que la canción tenía un significado especial para ella.

"Nunca pensé que alguien tan hermosa como Christina se identificaría con mi canción. Cuando se fue de mi casa, pensé 'sabes, de esto es que se trata la canción'. Es que no importa si eres hermosa, probablemente en el interior tienes inseguridades".
- Linda Perry.

Al poco tiempo, Perry consultó con su mánager sobre la posibilidad de darle la canción a Aguilera, a lo que los dos concluyeron que tendrían que oírla cantar. Christina hizo la demostración, que según Perry, los dejó en shock, añadiendo que «esa voz tan fuerte y áspera fue la que me convenció».

"Trabajar con Linda me enseñó que no existe la perfección. La belleza se encuentra en los rayones, en los agujeros, en las imperfecciones...  De allí también nace la honestidad".
- Christina Aguilera.

La grabación de la voz fue instantánea, demorando una sesión. Aguilera llevó a una amiga al estudio, en donde se encontraba Perry tocando el piano. Alistándose para su trabajo, Aguilera le dijo a su amiga «no me mires», lo que se convirtió en el intro de la canción ("Don't look at me"). Gracias a ello, Perry afirmó que «la canción fue hecha para ella», pues «su interprertación supo descifrar exactamente cómo me estaba sintiendo. No puedo pensar en nadie más que pueda cantarla como ella lo hace».

## Estructura

### Estructura musical

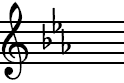
La canción está compuesta en la tonalidad de mi bemol mayor.

«Beautiful» es una canción blue eyed soul compuesta en compás de 4/4 y en la tonalidad de mi bemol mayor. Es una canción de ritmo moderado a 78 pulsaciones por minuto. Empieza en anacrusa de un tiempo y las frases acaban en melisma. La primera interpretación vocal es en suspiro en voz no tan aguda. La canción concluye ritardando con sólo la voz de la cantante. El rango vocal de Aguilera en la pista es de si ♭ 3 a sol ♭ 5. Está escrita en la forma verso-estribillo-verso y los instrumentos que sobresalen en la melodía son el piano (usado con acompañamiento en corcheas), el violín, el violonchelo y el bajo acústico.

### Contenido lírico
La letra de la canción se centra en la autoestima (amor propio), relacionado con la opinión de los demás. En ello, se relacionan las también pistas de Stripped, «Soar», «The Voice Within» y «I'm OK». Comienza con un susurro de la cantante, diciendo «no me mires». El primer párrafo habla sobre las dificultades en adquirir seguridad propia en los humanos en general. Aguilera dice que «cada día es tan maravilloso», pero que «de repente es difícil respirar», pues se siente insegura y apenada. La canción da paso a la primera interpretación del coro, donde Perry escribió que «soy hermosa, no importa lo que digan», sosteniendo que «las palabras no me pueden achantar».
En tono de metáfora, el segundo párrafo relaciona lo vacío que se puede sentir una persona con un rompecabezas. Primordialmente, Aguilera dice que «para tus amigos eres un delirio», pero siempre estará ese «duro intento por llenar lo vació», afirmando que todo debe ser como es, «deja al rompecabezas como está». La segunda interpretación del coro está escrita en segunda persona, donde Perry recuerda que «eres hermoso, no importa lo que digan», repitiendo las palabras de la primera.
En el último párrafo Aguilera canta que «sin importar lo que hagamos... Sin importar lo que digamos» el sol siempre estará allí para «brillar su hermosura» frente a «nosotros». Con la tercera interpretación del coro, escrita en primera persona del plural, se repiten las mismas frases de la primera. La canción finaliza con susurros de Aguilera diciendo que «de ninguna manera, no me desmoronarás hoy».

## Video musical

### Trama

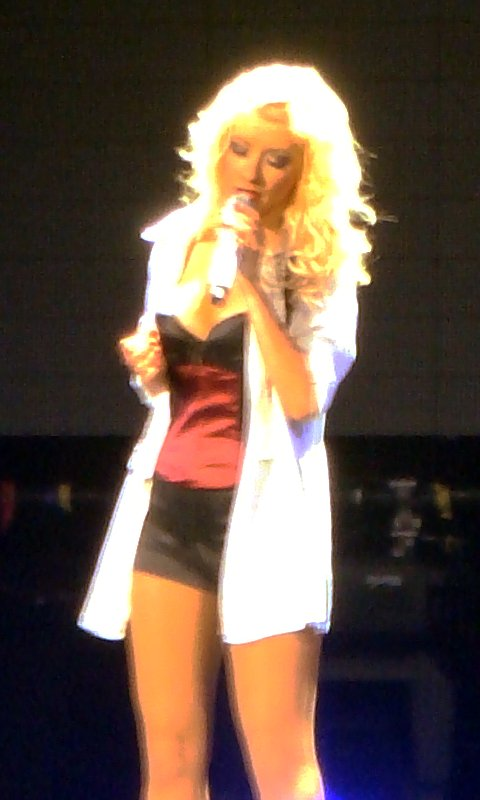
Christina Aguilera durante la interpretación de «Beautiful» durante la gira Back to Basics World Tour.

El video musical para promocionar el sencillo fue dirigido por Jonas Åkerlund. El video muestra claras imágenes sobre temas como la anorexia, y la discriminación en cualquiera de sus aspectos, ya sea por el aspecto físico, raza u orientación sexual. Fue criticado al haber tocado temas tan fuertes con una claridad muy bien detallada[cita requerida], que más que ser negativos los comentarios fueron positivos al haber abierto un poco más la mente del público a temas tan comunes que son considerados tabúes.
Un girasol marchito y la frase "don't look at me" («no me mires») abren el video, acto seguido hay imágenes de la cantante viéndose frente a un espejo, e intercalándose por secuencias de una joven mujer anoréxica (Mageina Tovah) exáminándose en un espejo, rompiéndolo posteriormente; se observa también un chico delgado encerrado en su cuarto tapizado con imágenes de hombres físico-culturistas; en otra una chica observa fotos de modelos de revistas, las que rompe y quema en una chimenea. Mientras en otro cuadro una niña es golpeada por otras debido al acoso escolar, mientras en alguno más un hombre gótico sube a un autobús donde las personas se alejan de él. El video también contiene elementos LGBT: muestra a dos hombres homosexuales (Jordan Shannon y Justin Croft) besándose en una banca e ignorando a la gente que pasa observándolos. Un hombre travesti, actuado por Robert Sherman, es captado mientras está maquillándose y poniéndose ropa de mujer. El video finaliza con la imagen del girasol abierto y fresco.

### Recibimiento
El vídeo tuvo un buen recibimiento en las cadenas de vídeos. Debutó en el programa de MTV, Total Request Live, el 9 de diciembre del 2002 en el número dos. Aunque no pudo alcanzar el número uno en la cuenta regresiva, a los cincuenta días fue enviado al retiro estando en el número seis, el 25 de febrero del 2003.
Durante la 14.ª ceremonia de la Alianza Gay y Lesbiana contra la difamación recibió un reconocimiento presentado por David LaChapelle. Durante el evento Aguilera presentó la canción a capella.

## Recepción

### Crítica y cultural

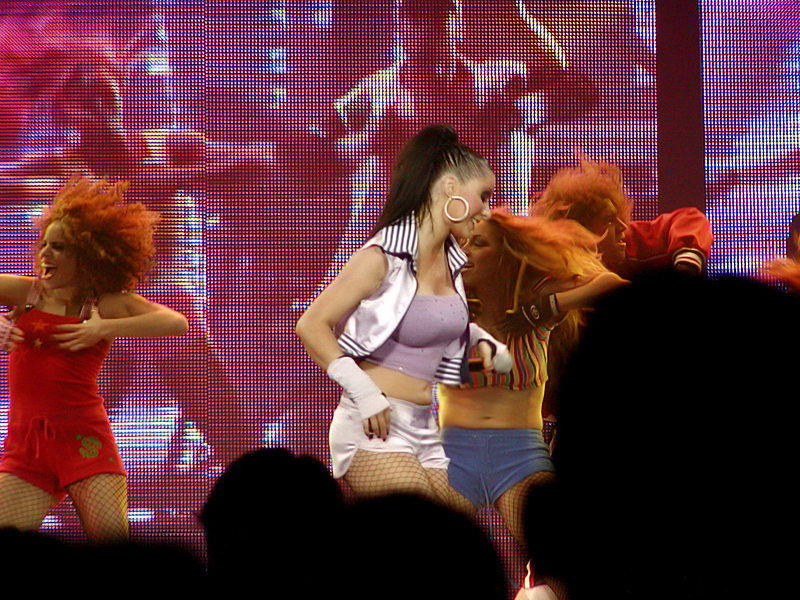
Con «Beautiful», los críticos señalaron que Aguilera «limpiaba» su imagen «sucia» adquirida con su álbum Stripped.

El diario semanal The Village Voice afirmó que, junto a «Make Over» y «Cruz», el trabajo de Aguilera y Perry hacen que todo el disco suene «cursi». La revista Slant Magazine comentó que el producto de la colaboración de Aguilera y Perry son las únicas canciones que permiten ver a Aguilera desnuda, pues «usan las habilidades originales de la voz de Aguilera», al hacerla "conmovedora". El semanario musical Entertainment Weekly señaló que «Beautiful» y «Fighter» son los verdaderos «momentos» de todo Stripped. La revista Stylus Magazine agregó que «Beautiful» es una balada típica que absolutamente comprueba las habilidades vocales de Aguilera, y complementó que líricamente «simboliza la idea del disco, que es el de desnudarse frente al público». La revista Rolling Stone dijo que con «Beautiful», «el mundo comenzó a notar que nadie podía con Aguilera». El juez del programa American Idol Simon Cowell, una de las personas más influyentes en la música y generalmente con críticas acertadas, expresó que «Beautiful» ha sido una de las mejores grabaciones pop que se han hecho.
Elvis Costello versionó la canción para la serie televisiva House, específicamente en el episodio «Autopsia». Gloria Gaynor cantó una versión disco para el programa británico Hit Me Baby One More Time. Los guitarristas Richard Fortus y Robin Finck del grupo de rock Guns N' Roses versionaron «Beautiful» instrumental para la gira Guns N' Roses' 2006. Kenny G y Chaka Khan grabaron una versión para el álbum At Last...The Duets Album. Clem Snide versionó la canción en el 2004 con el título A Beautiful EP. MADtv ha parodiado el vídeo, cambiando el nombre a «Virginal», con la actriz Christina Moore interpretando a Aguilera. Alex Parks, ganadora del programa de BBC TV, Fame Academy, grabó en el 2003 otra versión para su álbum debut y que aparece en el lado b del primer sencillo, «Maybe That's What It Takes». La competidora del programa Australian Idol 2006, Jessica Mauboy, cantó la canción en una presentación de Top 10 show #1 Hits, la cual recibió buenas críticas tanto de la audiencia y del jurado. Después buscó grabar «Beautiful» para su álbum Australian Idol: The Journey. Bob Ricci parodió la balada cambiándole el nombre a «Unhackable» para su álbum del año 2008, «Bob's Gone Wild». La banda Hunchback grabó una versión para el álbum Pray For Scars, en la cual colabora Michael Gerald, de la agrupación Killdozer. The Zutons presentó una versión para Radio 1s Live Lounge. La participante Riley, de La Voz Kids Holanda 2020, audicionó con una versión de Blues, que fue muy celebrada por público y jurados y le permitió entrar al famoso concurso de talentos musicales.

### Comercial

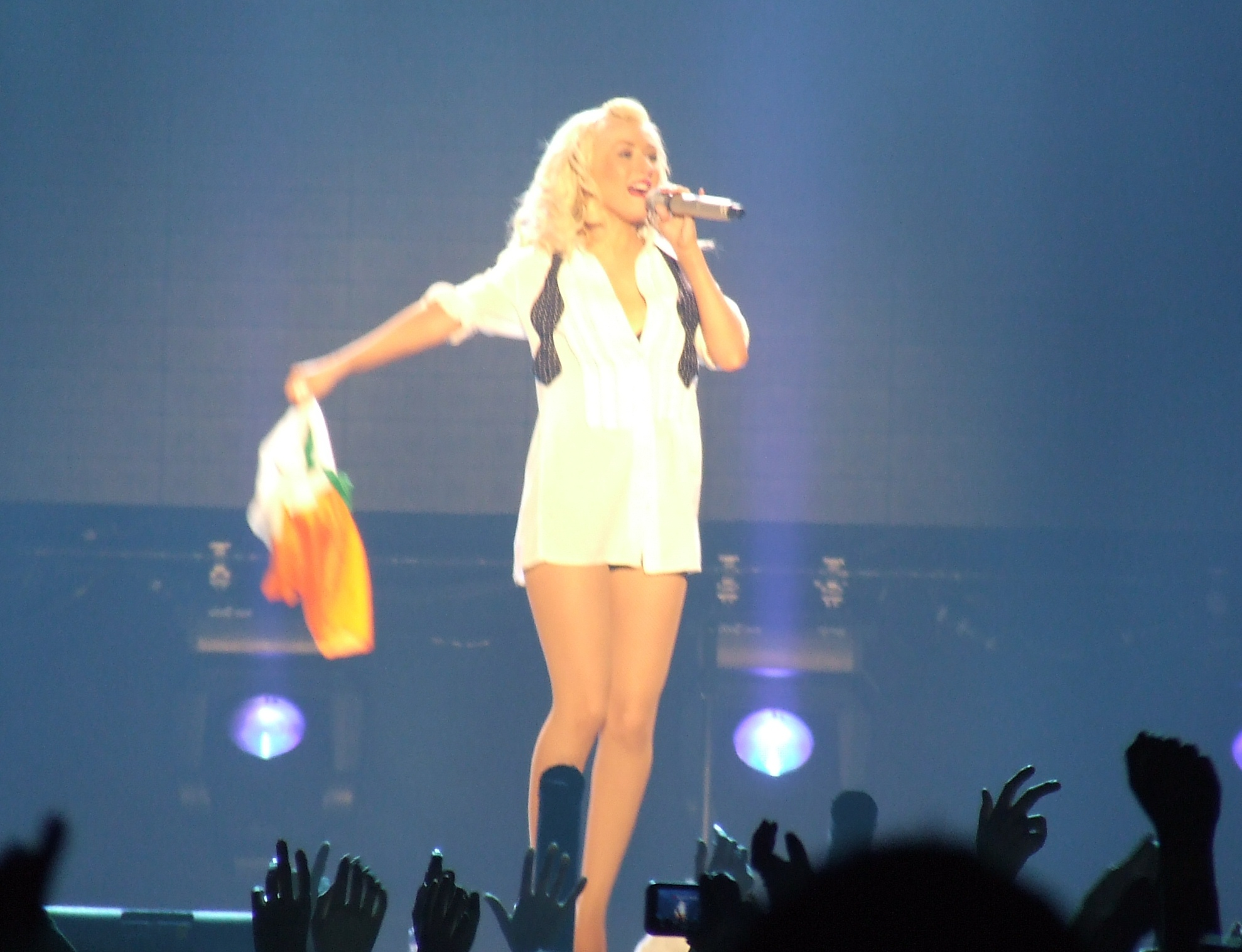
Christina Aguilera durante la interpretación de «Beauitful», sosteniendo la bandera de Irlanda, de donde tiene orígenes.

El sencillo tuvo un rendimiento comercial bastante alto. Después del lanzamiento de «Dirrty», «Beauitful» representó un retorno a la escena musical en Estados Unidos por Aguilera, donde alcanzó la segunda posición en el listado oficial del país, Billboard Hot 100 y se certificó un disco de oro, al vender más de quinientas mil copias. Según Nielsen SoundScan, hasta septiembre de 2012, «Beautiful» vendió 1 200 000 descargas en Estados Unidos, donde se convirtió en el segundo sencillo más vendido de Aguilera en formato digital, después de «Ain't No Other Man» (2006). En Canadá permaneció nueve semanas consecutivas en el top 10, una en el primer puesto.
En Europa tuvo un rendimiento similar. Alcanzó el primer puesto en el Reino Unido y se mantuvo en él dos semanas consecutivas. En Alemania debutó en el número cuatro, y abandonó la lista ocho semanas después. Aunque llegó al primer puesto de Alemania Airplay. En Francia sólo se mantuvo cuatro semanas en la lista, donde su máxima posición fue la veintisiete. En otros países del continente se mantuvo en el top 10: en Irlanda logró el número uno, en Austria y en Noruega el cinco, en Bélgica y Suecia el tres, en Bélgica Wallonia el 1 al igual que en Rumania, en Italia el ocho, en Países Bajos el dos y en Suiza el siete. En el listado oficial del continente llegó hasta el número tres, permaneciendo tres semanas consecutivas allí.
En Australia se mantuvo siete semanas consecutivas en el top 10, debutando en la segunda posición y brevemente alcanzando la primera. ARIA, empresa dedicada a la industria musical en el país, certificó a «Beautiful» con disco de platino, al vender más de setenta mil copias. En Nueva Zelanda alcanzó, igualmente, el número uno, y permaneció más de veinte semanas en la lista. RIANZ le otorgó el reconocimiento de disco de oro, al vender más de siete mil quinientas copias.
El sencillo fue nominado a "Canción del año" y se galardonó con el premio Grammy a "Mejor interpretación vocal pop" en la ceremonia del 2004. También fue seleccionada como "Canción del año" en las ceremonias de Music Notes Awards y Sound Awards. La revista Rolling Stone la ubicó en el puesto 52 de las mejores canciones de la década, mientras que The Examiner la eligió como la mejor.

## Versiones

### «You Are What You Are»
En el 2008 presentó una nueva versión de la canción «Beautiful» titulada «You Are What You Are» (en español: «Tú eres lo que eres») con un género de balada electrónica y sonido futurista —Aguilera comentó que este sonido sería un adelanto a lo que sería el género de su próximo álbum para ese entonces Bionic (2010)—. La canción está incluida en el primer álbum recopilatorio de éxitos de Aguilera titulado Keeps Gettin' Better - A Decade of Hits (2008).
La compañía discográfica de Christina Aguilera no solo incluyó esta remezcla de «Beautiful» si no también lo hizo con «Genie in a Bottle» para la canción «Genie 2.0.». Pero a diferencia de «Genie 2.0.», con «You Are What You Are» nunca se presentó en vivo para interpretar dicha canción.

## Logros
- Regreso de Christina Aguilera en las listas musicales más importantes del mundo, además de ello alcanzó el puesto N.º 2 del Billboard Hot 100 y N.º 1 de la lista mundial.
- La mayoría de las ventas de Stripped fueron gracias a este sencillo y Fighter.
- Cambio drásticamente la imagen «vulgar y totalmente sucia» del álbum Stripped, la cual cambió de negativa a positiva.
- Según la Escuela de Música de Nueva York, esta es la canción más importante de los últimos 30 años cantada por una mujer.
- Fue la octava canción más exitosa en el mundo durante el 2003.[23]
- Fue la sexta canción más escuchada en las radios de Estados Unidos en el 2003.[24]
- Es nombrada la balada pop más escuchada en Estados Unidos durante la primera década del siglo XXI al conseguir más de 6 billones de reproducciones en las radios.

## Versiones de otros cantantes
«Beautiful» ha sido interpretada en numerosas ocasiones por varios artistas, y diferentes versiones de la canción se han presentado tanto en la televisión como en el cine.
La siguiente tabla solo muestra algunas presentaciones.
| Año  | Presentación                                            | Álbum                                     | Notas |
| ---- | ------------------------------------------------------- | ----------------------------------------- | --- |
| 2003 | Alex Parks                                              | Introduction                              | Parks, concursante en televisión en la BBC en la "Academia de la Fama", interpretó la canción en el programa, que finalmente ganó en su época y grabó una versión de estudio para su álbum debut Introduction y parecía como un lado B de su primer sencillo "Maybe That's What It Takes". |
| 2003 | Clem Snide                                              | A Beautiful EP                            | La banda realizó una versión de la canción como el título de la pista en el 2004 en el álbum A Beautiful EP. |
| 2003 | Christina Moore                                         |                                           | MADtv parodió el vídeo musical de «Virginal», con Moore retratando a Aguilera. En el vídeo, Aguilera se convierte en "virginal", después de que los neumáticos pública de su imagen sugestiva (el colmo es el «Dirrty» de vídeo.) |
| 2003 | Krezip                                                  | That'll be unpugged                       | Krezip realizó esta canción como parte de su sesión Unplugged "PURE" para el canal musical The Box. Esta grabación está disponible en CD y DVD That'll be Unpugged. |
| 2003 | Kidz Bop                                                | Kidz Bop 4                                | Desde la serie Kidz Bop, la canción está interpretada en su cuarto álbum. |
| 2004 | No Talent Necessary                                     |                                           | |
| 2004 | Daniel Franzese                                         |                                           | Franzese, con su personaje Damián en la película Mean Girls, interpretó la canción durante una escena de la película. |
| 2004 | P!nk                                                    |                                           | P!nk burlando a Aguilera, interpretó la canción durante su gira Try This Tour. Durante la gira, Pink realiza una versión en solitario de «Lady Marmalade» con cuatro muñecas semejantes a Lil 'Kim, Mýa y Aguilera; y junto con sus bailarines de fondo, Pink realiza una serie de actos de agresión sexual con las muñecas, y cuando en dicha canción (Lady Marmalade) sale la parte de Aguilera, Pink se detiene abruptamente en el concierto y dice: "Yo quiero que ustedes vean esta cara", luego comienza a cantar el estribillo de «Beautiful», declarando: "Tú eres hermosa, no importa lo que digo." |
| 2004 | Kidz Bop                                                | Kidz Bop 6                                | "Kidz Bop" hizo un remix de baile para su sexto álbum. |
| 2004 | Kenny G y Chaka Khan                                    | At Last...The Duets Album                 | Está interpretado por Kenny G y Chaka Khan para Kenny G At Last... The Duets Album. |
| 2005 | G4                                                      | G4 & Friends                              | La banda incluye su propia versión de la canción en su segundo álbum de 2005. |
| 2005 | Gloria Gaynor                                           |                                           | Gaynor interpretó la canción en el reality de TV Hit Me Baby, One More Time, y desde entonces «Beautiful» se ha convertido en un habitual en el repertorio de sus conciertos. |
| 2005 | David Walliams                                          |                                           | David Walliams la cantó para el primer ministro del Reino Unido, interpretado por Anthony Head, en un episodio de Little Britain. |
| 2005 | Elvis Costello                                          | House M.D. Original Television Soundtrack | Costello hizo una versión de la canción específicamente para House, incluida en el episodio "Autopsia". |
| 2006 | Sandra Bernhard                                         | Everything Bad & Beautiful.               | Sandra Bernhard hizo una versión propia como canción de apertura de su show de comedia de 2007 Everything Bad & Beautiful. Al final, después de que ella canta un popurrí de «Just Like a Pill» de Pink y «Kiss Me Deadly» de Lita Ford, repite una frase de «Beautiful» "So, don't you bring me down today" (en español: "Así que no trates de hundirme hoy"). |
| 2006 | Jessica Mauboy                                          |                                           | En Australian Idol (2006) la finalista Jessica Mauboy realizó una interpretación durante el "Show de éxitos números 1" que recibió muchos elogios de los jueces y el público. Ella entonces decidió lanzar una versión de «Beautiful» para el álbum Australian Idol: The Journey álbum y que fue lanzado como sencillo. |
| 2006 | Guns N' Roses                                           |                                           | Los guitarristas Richard Fortus y Robin Finck, de Guns N 'Roses, interpretaron «Beautiful» instrumentalmente para los primeros conciertos de la banda en su gira de 2006. |
| 2006 | Brett Anderson                                          |                                           | La cantante Brett Anderson realizó una versión de la canción en el piano, que fue subido a su oficial de YouTube. |
| 2006 | Girl Authority                                          | Girl Authority                            | La banda hizo una versión de la canción de su álbum debut de versiones. |
| 2007 | Angy Fernández                                          |                                           | Angy Fernández cantó en la primera temporada de Factor X con la versión en español de «Beautiful» (que ella tradujo). |
| 2008 | Avion Baker                                             |                                           | En Believe the Unseen, un episodio de ER que se estrenó el 10 de enero de 2008, la canción es interpretada a capela por Kayla (Baker), una joven con amaurosis congénita de Leber. |
| 2008 | Bob Ricci                                               | Bob's Gone Wild                           | Ricci registró una parodia de la canción que se llama «Unhackable» para su álbum de 2008, Bob Gone Wild. |
| 2008 | Hunchback y Michael Gerald                              | Pray For Scars                            | La banda Hunchback grabó una versión para su álbum Pray For Scars que cuenta con Michael Gerald de Killdozer. |
| 2008 | The Zutons                                              | Radio 1's Live Lounge - Volume 3          | La banda realizó una versión de la canción en Live Lounge de BBC. |
| 2008 | Jason Mraz                                              |                                           | Mraz lo interpretó en su gira musical Live on Earth Tour (2008) |
| 2009 | The Lemonheads                                          | Varshons                                  | La banda hizo una versión de la canción para su álbum Varshons. |
| 2009 | Zebrahead                                               | Panty Raid                                | La banda grabó una versión de la canción para su álbum de versiones de 2009. |
| 2009 | The All-American Rejects                                |                                           | |
| 2010 | The ReBeatles Project                                   | Get Back                                  | El Proyecto ReBeatles, una banda tributo a The Beatles, grabó una versión de la canción con un sonido similar al de los Fab 4. |
| 2010 | Amber Riley                                             | Glee: The Music, Volume 3 Showstoppers    | Mercedes Jones, el personaje de Riley en la serie de televisión Glee, interpretó «Beautiful» en el episodio "Home" (en español: Casa). |
| 2010 | Sally Chatfield                                         |                                           | En la novena semana de la segunda temporada de The X Factor (Australia), Sally Chatfield interpretó la canción. |
| 2011 | Columbus Children's Choir and Columbus Gay Men's Chorus |                                           | Parte del proyecto It Gets Better Project. |
| 2011 | China Anne McClain                                      | A.N.T. Farm Soundtrack                    | McClain interpretó la canción en el episodio "America Needs Talent"". |
| 2011 | Savannah Robinson                                       |                                           | Robinson grabó una versión de la canción y lanzó un vídeo contra el acoso escolar para su canal de Youtube. Más tarde actuó en el Show de Ellen DeGeneres. |
| 2011 | Janet Devlin                                            |                                           | Devlin, un contendiente en el The X Factor, interpretó «Beautiful» durante la "casa del juez", fase del programa de juzgar con Kelly Rowland y la mentora Jennifer Hudson. |
| 2011 | Little Mix                                              |                                           | La banda tocó la canción en la semana 8 de The X Factor, el tema de la semana fue "canciones de héroes". |
| 2011 | Beverly McClellan y Nakia                               |                                           | Los cantantes interpretaron la canción a dúo durante la gira "The Voice Live". Cabe mencionar que Beverly McClellan fue una alumna de Aguilera en el programa The Voice, donde también interpretaron la canción juntas. |
| 2012 | Katharine McPhee                                        | The Music of Smash                        | McPhee interpreta la canción en el episodio piloto en el canal NBC con el espectáculo musical rotura violenta, y fue publicado más tarde en el álbum de la banda sonora de la serie. |
| 2012 | Insane Clown Posse                                      | The Mighty Death Pop!                     | El grupo de hip hop hizo un cover de la canción, en un disco bonus incluido con su duodécimo álbum de estudio, The Mighty Death Pop!, el título renombrado por su portada es «Beautiful (Indestructible)». |
| 2012 | Make It Rain                                            |                                           | La banda de punk israelí Make It Rain suele interpretar su propia versión de «Beautiful» en sus espectáculos. |
| 2012 | Grace Guzmán                                            |                                           | Guzmán hizo una versión de la canción para su gala en el programa "Yo Me Llamo" (donde imitan a cantantes). |
| 2012 | Kelly Clarkson                                          |                                           | Clarkson interpretó la canción en una cita de su tour "Stronger" a petición de la audiencia. |
| 2012 | David Archuleta                                         | Begin                                     | El cantante incluyó su propia versión en su álbum, Begin. |
| 2013 | Fifi Janevski                                           | The X Factor (Serbia)                     | El transexual Fifi Janevski cantó "Beautiful" después de que el juez cuestionara su identidad de género, y pasó a la siguiente ronda. |
| 2014 | Los niños Renaz, Soufjan y Pia                          | The Voice Kids 2014 (Alemania)            | |

## Posicionamiento

### Semanales
| Lista (2002–03)                                                                 | Mejor posición |
| ------------------------------------------------------------------------------- | -------------- |
| Australia ARIA Charts                                                           | 1              |
| Austria Ö3 Austria Top 40                                                       | 5              |
| Bélgica Ultratop 50                                                             | 3              |
| Bélgica Ultratop 40                                                             | 18             |
| Canadá Canadian Hot 100                                                         | 1              |
| Dinamarca Tracklisten                                                           | 9              |
| Países Bajos Dutch Top 40                                                       | 4              |
| Francia SNEP                                                                    | 27             |
| Alemania Media Control Charts                                                   | 9              |
| Hungría Mahasz                                                                  | 6              |
| Irlanda Irish Singles Chart                                                     | 1              |
| Italia FEMI                                                                     | 8              |
| Nueva Zelanda Top 40 Singles Chart                                              | 1              |
| Noruega VG-lista                                                                | 5              |
| Suecia Sverigetopplistan                                                        | 3              |
| Suiza Swiss Hitparade                                                           | 7              |
| Reino Unido UK Singles Chart                                                    | 1              |
| Estados Unidos Billboard Hot 100                                                | 2              |
| Estados Unidos Pop Songs (Billboard)                                            | 1              |
| Estados Unidos Hot Dance Club Songs                                             | 1              |
| Estados Unidos Adult Top 40                                                     | 9              |
| Estados Unidos Adult Contemporary                                               | 1              |
| Lista (2011)                                                                    | Mejor posición |
| Estados Unidos Billboard Hot 100 (versión con Beverly McClellan para The Voice) | 74             |
| Estados Unidos Digital Songs (versión con Beverly McClellan para The Voice)     | 52             |
| Lista (2012)                                                                    | Mejor posición |
| Corea del Sur Gaon Chart                                                        | 181            |

| Lista (2003)                       | Mejor posición |
| ---------------------------------- | -------------- |
| Australia ARIA Charts              | 24             |
| Austria Ö3 Austria Top 40          | 45             |
| Dinamarca Dutch Top 40             | 35             |
| Alemania Media Control Charts      | 56             |
| Irlanda Irish Singles Chart        | 16             |
| Nueva Zelanda Top 40 Singles Chart | 3              |
| Suecia Sverigetopplistan           | 27             |
| Suiza Swiss Hitparade              | 66             |
| Reino UnidoUK Singles Chart        | 23             |
| Estados Unidos Billboard Hot 100   | 16             |

## Formatos y lista de canciones
| 12" de disco vinilo en Estados Unidos |                                        |          |  |
| N.º                                   | Título                                 | Duración |  |
| 1.                                    | «Beautiful» (Peter Rauhofer remix)     |          |  |
| 2.                                    | «Beautiful» (Al B Rich Next Level mix) |          |  |
| 3.                                    | «Beautiful» (Valentin club mix)        |          |  |

| Descarga digital en Estados Unidos |                                              |          |  |
| N.º                                | Título                                       | Duración |  |
| 1.                                 | «Beautiful» (Peter Rauhofer remix)           |          |  |
| 2.                                 | «Beautiful» (Al B Rich radio mix)            |          |  |
| 3.                                 | «Beautiful» (Valentin radio mix)             |          |  |
| 4.                                 | «Beautiful» (Peter Rauhofer short club)      |          |  |
| 5.                                 | «Beautiful» (Brother Brown mixshow)          |          |  |
| 6.                                 | «Beautiful» (Brother Brown Divine mix)       |          |  |
| 7.                                 | «Beautiful» (Al B Rich Next Level mix)       |          |  |
| 8.                                 | «Beautiful» (Peter Rauhofer Beautiful theme) |          |  |
| 9.                                 | «Beautiful» (Valentin club mix)              |          |  |
| 10.                                | «Beautiful» (Peter Rauhofer extended club)   |          |  |
| 11.                                | «Beautiful» (Brother Brown dub)              |          |  |

| Disco sencillo en Australia y Estados Unidos |                         |          |  |
| N.º                                          | Título                  | Duración |  |
| 1.                                           | «Beautiful»             | 4:05     |  |
| 2.                                           | «Dame lo que yo te doy» | 3:44     |  |
| 3.                                           | «Beautiful» (Video)     |          |  |

| Disco sencillo en Canadá |                         |          |  |
| N.º                      | Título                  | Duración |  |
| 1.                       | «Beautiful»             | 4:05     |  |
| 2.                       | «Dame lo que yo te doy» | 3:44     |  |

| Disco sencillo en Reino Unido |                     |          |  |
| N.º                           | Título              | Duración |  |
| 1.                            | «Beautiful»         | 4:05     |  |
| 2.                            | «Dirrty»            | 4:58     |  |
| 3.                            | «Beautiful» (Video) |          |  |

| Disco de 12" en Reino Unido |                                        |          |  |
| N.º                         | Título                                 | Duración |  |
| 1.                          | «Beautiful» (Shanghai Surprise Mix)    |          |  |
| 2.                          | «Beautiful» (Tom Mandolini Mix)        |          |  |
| 3.                          | «Beautiful» (Brother Brown Mixshow)    |          |  |
| 4.                          | «Beautiful» (Brother Brown Divine Mix) |          |  |

## Créditos
- Voz principal: Christina Aguilera
- Productor: Linda Perry
- Ingeniería de audio: Linda Perry
- Bajo: Linda Perry
- Violonchelo: Richard Dodd
- Batería: Brian MacLeod
- Teclados: Damon Fox
- Piano: Linda Perry
- Violín: Eric Gorfain
- Mezcla de audio: Dave Pensado